# Óscar Miñambres
Óscar Miñambres Pascual (Madrid, 1 de febrero de 1981) es un exfutbolista español. Su posición era la de lateral derecho y su último club fue el Hércules CF. Es uno de los futbolistas conocidos con peor suerte, pues se ha topado en dos ocasiones con una gravísima lesión de rodilla que le dejó apartado del Real Madrid varias temporadas. De ahí que no terminara de acoplarse al equipo. Después de 6 días de su fichaje por el Hércules, Miñambres rescinde su contrato y decide retirarse del fútbol porque su pierna no estaba del todo recuperada. Actualmente es empresario y tiene a su cargo un estanco y varios negocios por la capital madrileña.

## Biografía
Óscar Miñambres jugó en las categorías inferiores del Real Madrid hasta 2001, temporada en la que dio el salto al primer equipo. Su debut en la Champions League se produjo en un partido frente al FC Oporto, donde contribuyó asistiendo a Santiago Solari con un centro en los primeros minutos para que anotase un gol. Durante el resto de la temporada y las siguientes en el Real Madrid su papel fue el de suplente, por lo que se vio relegado a un segundo lugar. En la campaña 2004-2005 se marchó cedido al RCD Espanyol, donde sufrió una gravísima lesión de rodilla que le descartó para el resto de la temporada.
Una vez finalizada la cesión, Miñambres regresó al Real Madrid donde se recuperó de su lesión. A los pocos meses y sin haber podido jugar ni un solo partido, volvió a lesionarse la rodilla y a quedar fuera de los terrenos de juego toda la temporada. En diciembre de 2006 jugó por fin un partido de tras años en el dique seco.
Actualmente regenta un estanco en la localidad madrileña de Móstoles.

## Clubes
| Club         | País   | Año       |
| ------------ | ------ | --------- |
| Real Madrid  | España | 1999-2004 |
| RCD Espanyol | España | 2004-2005 |
| Real Madrid  | España | 2005-2007 |
| Hércules CF  | España | 2007      |

## Palmarés

#### Torneos nacionales
| Título           | Equipo            | País   | Año     |
| ---------------- | ----------------- | ------ | ------- |
| Primera División | Real Madrid C. F. | España | 2000-01 |
| Supercopa        | Real Madrid C. F. | España | 2001    |
| Primera División | Real Madrid C. F. | España | 2002-03 |
| Supercopa        | Real Madrid C. F. | España | 2003    |

#### Torneos internacionales
| Título                | Equipo            | País   | Año     |
| --------------------- | ----------------- | ------ | ------- |
| Liga de Campeones     | Real Madrid C. F. | España | 2001-02 |
| Copa Intercontinental | Real Madrid C. F. | España | 2002    |
| Supercopa UEFA        | Real Madrid C. F. | España | 2002    |